# نبوءة السقا
نبوءة السقّا رواية للروائي السوداني حامد الناظر. صدرت الرواية لأوّل مرة عام 2015 عن دار التنوير للطباعة والنشر في بيروت. ودخلت في القائمة الطويلة للجائزة العالمية للرواية العربية لعام 2016، المعروفة باسم «جائزة بوكر العربية».

## حول الرواية
يروي الكاتب السوداني «حامد الناظر» في هذه الرواية حكاية حدثت في الستينيات من القرن الماضي، وفي بلدة عجايب التي تقع على التلال القريبة من الساحل الإرتري، حبق يسعى «الأحفاد» إلى التحرر من الاسترقاق على يد مواليهم «الأوتاد». يتقدم «المأمور»، صاحب السلطة الواسعة، طالبا الزواج من «فاطمة» الجميلة التي تنتمي إلى الأحفاد، وينظر الأحفاد إلى الأمر على أنه فرصة مهمة قد تحقق لهم حريتهم بناءً على نبوءة قديمة غامضة توارثوها عن تحررهم من العبودية، بينما يتوجس الأوتاد من تلك الخطوة ويبدأ الصراع من أجل ألا تحدث. يتزامن هذا الصراع مع انطلاق الثورة المسلحة في إرتريا من أجل الاستقلال من أثيوبيا، وتشكل الثورة بنجاحاتها وإخفاقاتها وصراعات قادتها خلفية زمنية وموضوعية واسعة لمجمل أحداث الرواية.

## روايات اخري للكاتب
- فريج المرر (رواية)
- الطاووس الأسود